# Air Champagne Ardenne
Air champagne Ardenne, anciennement Air Ardenne (code IATA : CZ) était une compagnie aérienne régionale française de troisième niveau basée sur l'aéroport de Reims-Bétheny et assurant des liaisons régulières au départ de Reims ou Angers.

## Histoire
En avril 1967, la Chambre de commerce et d’industrie de Charleville-Mézières lance un service d’aviation d’affaires baptisé Air Ardenne en Cessna 411 de 06 places.
En 1968, l’entente entre les chambres de Sedan, Reims et Châlons-sur-Marne aboutit à la création d’une société commerciale de transport aérien public, Air Champagne Ardenne (A.C.A.).  
La compagnie assurera dès le 12 septembre 1969, la liaison régulière entre Reims et Lyon avec le soutien commercial d'Air Inter.  
La compagnie change de Cessna et adopte le Cessna 402 de 10 places.
Elle intégrait également l'Association des transporteurs aériens régionaux (A.T.A.R.) composée de treize compagnies dites de troisième niveau (Air Alpes, Air Centre, Air Champagne Ardenne, Air Limousin, Air Paris, Air Périgord, Air Vosges, Avia France (connu également sous "Taxi Avia France"), Europe Aero Service, Rousseau Aviation, TAT, Corsair et Uni-Air), créée par Michel Ziegler,,.
En 1972, la flotte est de 3 Cessna 402A et la compagnie aura transporté de janvier à septembre, 2 495 passagers avec 660 heures de vol.
Des accords de partenariat sont conclus avec Air Alpes qui rachète 66 % de la compagnie en 1973, Michel Ziegler devenant le directeur général de la compagnie ACA.
La compagnie aura deux bureaux, un à Reims et le second à Charleville-Mézières. 
Elle aura transporté 3 235 passagers en 1970, 2 785 en 1971, 3 609 en 1972 et 4 779 passagers en 1973.
Air Alpes acquiert le Beechcraft 99 immatriculé F-BVJL (s/n U-84) qui passe sous pavillon Air Champagne Ardenne.
Le conseil d'administration de la compagnie a pris une décision de principe pour l'acquisition de deux biréacteurs Corvette.
Air Champagne Ardenne décide de transférer en 1974 tous ses services sur l'aérogare civile de l'aéroport Reims-Champagne.
En décembre 1974, Air Alpes absorbe Air Champagne Ardenne et Air Limousin.

## Le réseau
- Angers-Lyon,
- Angers-Paris,
- Paris-Reims,
- Reims-Lille,
- Reims-Londres (1973)[15],
- Reims-Lyon (1973)[15],[16].

## Flotte
- Cessna 411,
- Cessna 402 immatriculé F-BRIY[17],
- Beechcraft 99 Airliner: F-BVJL[18], F-BVRA[19] et F-BTSO.